# Viktor Mikhalchuk
Viktor Illich Mikhalchuk (em ucraniano:  Віктор Ілліч Михальчук; Barnaul, 5 de fevereiro de 1946) é um ex-jogador de voleibol da Ucrânia que competiu pela União Soviética nos Jogos Olímpicos de 1968.
Em 1968, ele fez parte da equipe soviética que conquistou a medalha de ouro no torneio olímpico, no qual jogou em oito partidas.